# Leucinodes cordalis
Leucinodes cordalis là một loài bướm đêm thuộc họ Crambidae. Nó được tìm thấy ở New Zealand và the whole của Úc.
Sải cánh dài khoảng 20 mm. 
Ấu trùng được xem là loài gây hại nông nghiệp đối với nhiều loài Solanaceae như Lycopersicum esculentum, Physalis edulis, Solanum aviculare, Solanum melongena và Datura. Chúng gây hại bằng cách đục vào thân và quả của cây.

## Hình ảnh

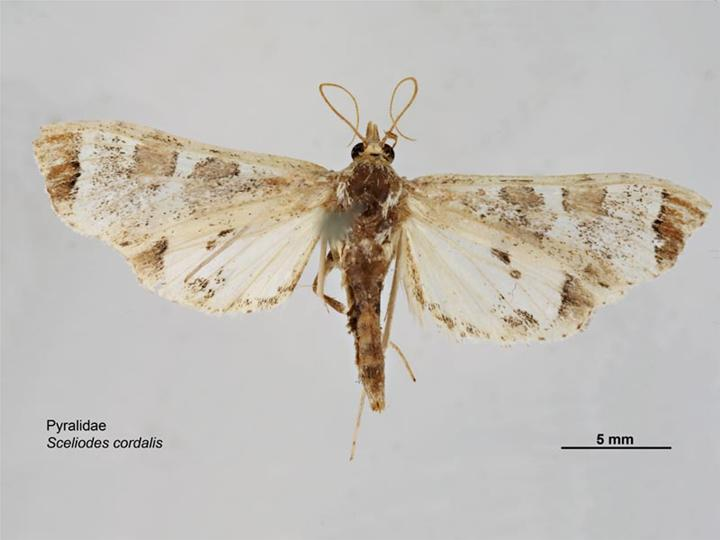
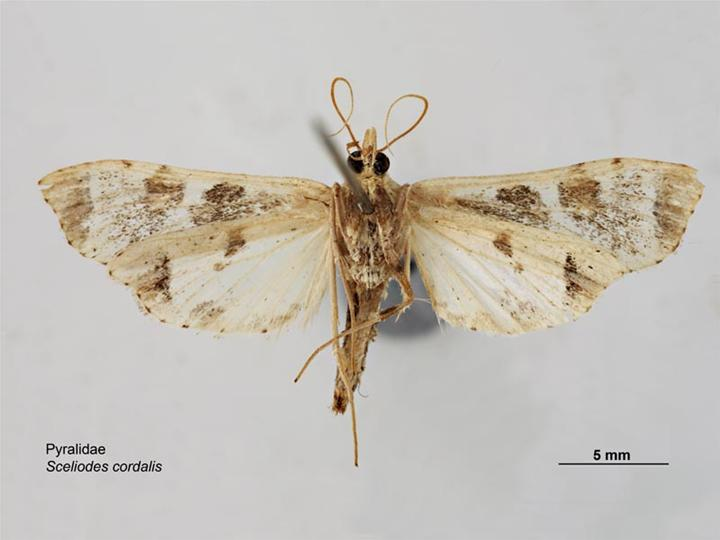
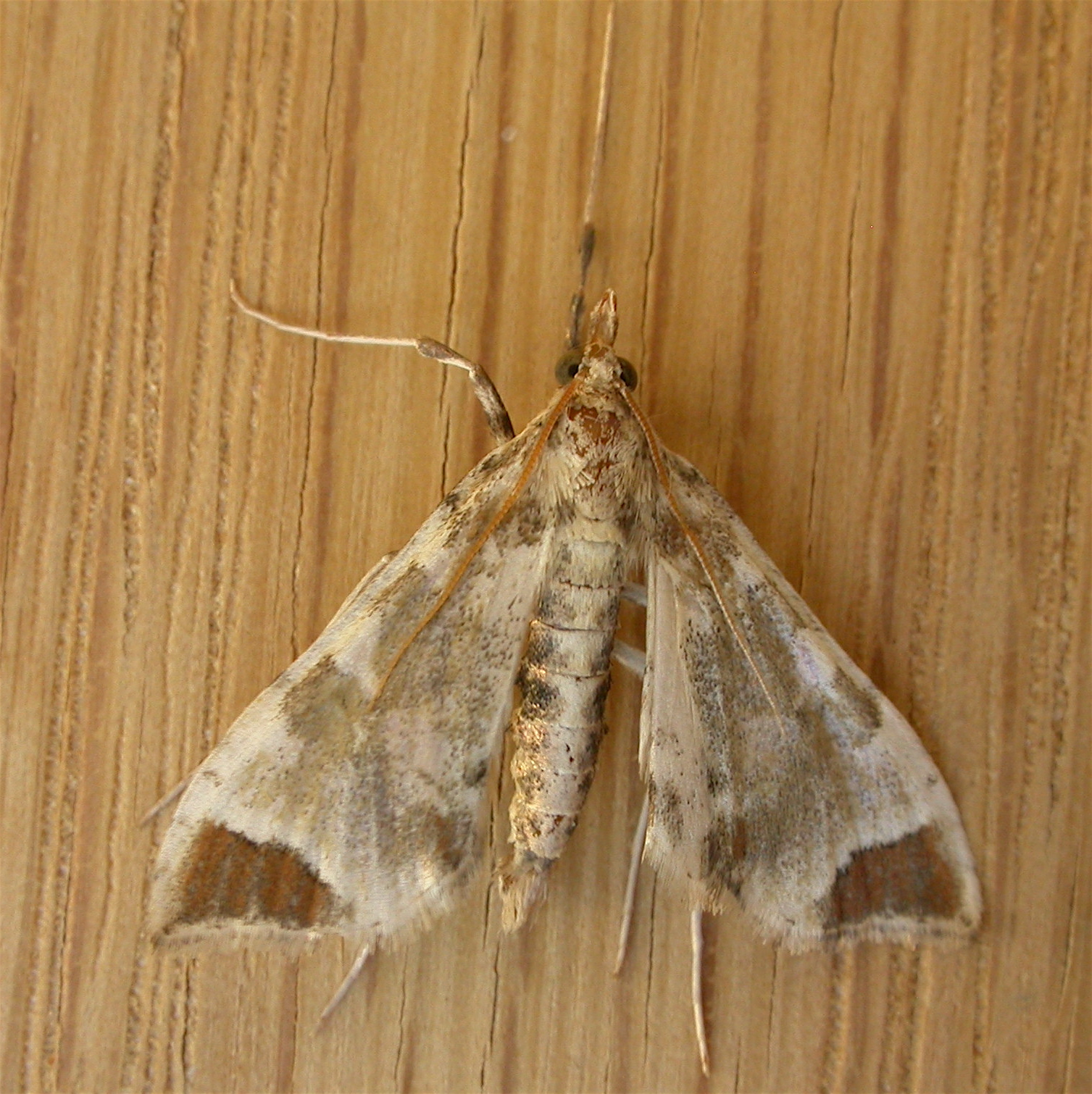